# K. M. Soehnlein
K. (Karl) M. Soehnlein (geb. 24. November 1965) ist ein US-amerikanischer Schriftsteller.

## Leben
Soehnlein besuchte das Ithaca College, wo er Filmwissenschaften bis 1987 studierte. Als Autor schrieb er mehrere Romane sowie Kurzgeschichten und Anthologien. Zudem schrieb er das Drehbuch zu dem halblangen Film The Second Coming, der 1995 vom Filmregisseur Jack Walsh produziert wurde. Soehnlein unterrichtet als Hochschullehrer an der University of San Francisco.

## Werke (Auswahl)

### Romane
- 2000: The World of Normal Boys
- 2005: You Can Say You Knew Me When
- 2010: Robin and Ruby
- 2022: Army of Lovers, Amble Press

### Anthologien und Kurzgeschichten (Auswahl)
- 2005: Bookmark Now: Writing in Unreaderly Times
- 2006: From Boys to Men: Gay Men Write About Growing Up
- 2007: Girls Who Like Boys Who Like Boys

### Drehbuch
- 1995: The Second Coming, Film unter Regie von Jack Walsh

## Auszeichnungen und Preise (Auswahl)
- Lambda Literary Award: Gay fiction: für The World of Normal Boys (Kensington)
- Henfield Prize